# سرین پروتئاز
سرین پروتئاز (انگلیسی: Serine protease) گروهی از آنزیم‌هایی هستند که پیوند‌های پپتیدی را می‌شکنند که در جایگاه فعال خود سرین دارند. این آنزیم‌ها در یوکاریوت و پروکاریوت‌ها یافت می‌شوند و بسیار متنوعند مانند کیموتریپسین، تریپسین و الاستاز.
این آنزیم‌ها اسیدهای آمینه خاصی را شناسایی کرده و بعد از آن پیوند پلی‌پپتیدی را می‌شکنند.
مثلا +Arg و +Lys که بار مثبت دارند به وسیله -ASP خودش (که بار منفی دارد) شناسایی کرده و پس از این اسید آمینه‌ها پیوند پپتیدی شکسته می‌شود.